# Philipp Hafner
Philipp Hafner (* 27. September 1735 in Wien; † 30. Juli 1764 ebenda) war ein österreichischer Schriftsteller und Literaturkritiker. Häufig verwendete Hafner die Pseudonyme K. Fiedelbogen, J. Wustio und Phakipinpler.

## Leben
Hafner gilt als Vater des Wiener Volksstücks. Sein gesamtes literarisches Schaffen gilt dem unterhaltenden und volkstümlichen Theater. Hafner ist hier ein Bindeglied zwischen Barock und Aufklärung.
Im Alter von 28 Jahren starb Philipp Hafner am 30. Juli 1764 in Wien.

## Werke
- Der von dreien Schwiegersöhnen geplagte Odoardo oder Hanswurst und Crispin, die lächerlichen Schwestern von Prag
- Evakathel und Schnudi
- Der Furchtsame
- Mägera, die förchterliche Hexe oder Das bezauberte Schloss des Herrn von Einhorn

## Ausgaben (Auswahl)
- Gesammelte Schriften. Wien 1812 (Reprint: Saur, München 1991, ISBN 3-598-51045-4)
- Hannswurstische Träume. Nach den Originaldrucken von 1763 und 1764 herausgegeben und mit einem Nachwort versehen von Eberhard Haufe. Kiepenheuer, Weimar o. J. [1972]
- Komödien. Herausgegeben und mit einem Nachwort versehen von Johann Sonnleitner. Verlag Johann Lehner, Wien 2001, ISBN 3-901749-16-0
- Burlesken und Prosa. Mit Materialien zur Wiener Theaterdebatte. Hrsg. von Johann Sonnleitner. Lehner, Wien 2007, ISBN 978-3-901749-35-3